# Maurizio Fondriest
Maurizio Fondriest (født 15. januar 1965 i Cles i Provinsen Trento) er en tidligere landevejscykelrytter fra Italien.

## Karriere
Fondriest blev professionel i 1987 da han signerede for Ecoflam-holdet. Året efter gik han over til Alfa Lum og vandt landevejsløbet under VM i landevejscykling i tillæg etapesejre i Tour de Suisse og Tirreno-Adriatico. Han havde en god sæson i 1993 da han cyklede for Lampre. Han vandt Milano-Sanremo, La Flèche Wallonne, Züri-Metzgete, Giro dell'Emilia, sammenlagt og to etaper i Tirreno-Adriatico, tre etaper og sammenlagtsejren i Grand Prix du Midi Libre, en etapesejer i Giro d'Italia og sammenlagtsejeren i UCI World Cup.